# قنات سنگ سفید
قنات سنگ سفید، روستایی از توابع بخش مشهد مرغاب شهرستان خرم‌بید در استان فارس ایران است.

## جمعیت
این روستا در دهستان شهیدآباد قرار دارد و براساس سرشماری مرکز آمار ایران در سال ۱۳۸۵، جمعیت آن زیر سه خانوار بوده‌است.